# Telebasis brevis
Telebasis brevis är en trollsländeart som beskrevs av Bick 1995. Telebasis brevis ingår i släktet Telebasis och familjen dammflicksländor. Inga underarter finns listade i Catalogue of Life.